# Rivière Mitchinamecus
Pour les articles homonymes, voir Mitchinamecus.
La rivière Mitchinamecus est un cours d'eau de la rive nord du fleuve Saint-Laurent, coulant au Québec, au Canada. Le courant de cette rivière traverse successivement :
- le territoire de la ville de La Tuque, dans la région administrative de la Mauricie ;
- le territoire non organisé de Baie-Obaoca, dans la MRC Matawinie, dans la région administrative de Lanaudière ;
- le territoire non organisé de Lac-Oscar, dans la MRC de Antoine-Labelle), dans la région administrative des Laurentides.

## Géographie
La rivière Mitchinamecus tire sa source à la limite sud du canton de Dandurand et au sud de la municipalité de Parent, dans le Haut-Saint-Maurice, en Mauricie. Le lac Head (altitude : 562 m, en forme de U) constitue le lac de tête de la rivière Mitchinamecus. Le lac Head est situé à 6,2 km au sud d'une baie du lac Dandurand (altitude : 423 m), à l'ouest du lac Margaret (altitude : 561 m), et à 27,5 km au sud-est du village de Parent, 31 km au nord-ouest du lac Manouane et à 44,1 km au nord du réservoir Mitchinamecus.
Les principaux bassins versants autour de la tête de la rivière Mitchinamecus sont ;
- au nord : lac Dandurand lequel est un affluent de la rivière Bazin ;
- à l'est : rivière Pierre, rivière Cabasta, rivière Némiscachingue ; rivière Adam ;
- au sud : rivière du Lièvre ;
- à l'ouest : rivière Bazin.

Parcours de la rivière en aval du lac Height (segment de 23,8 km)
À partir de l'embouchure située à l'ouest du lac Height, la rivière Mitchinamecus coule sur :
- 4,9 km vers le nord-ouest en recueillant les eaux du lac du Portage (altitude : 528 m, venant du nord), jusqu'à la décharge du lac Hull (altitude : 497 m) ;
- 5,2 km vers l'ouest, jusqu'à la décharge du lac Head (altitude : 448 m), du lac Aigu (altitude : 461 m) et du lac Hare (altitude : 486 m) ;
- 2,6 km vers le sud-ouest, jusqu'à l'embouchure du lac du Totem que le courant traverse sur 0,6 km ;
- 1,2 km vers le sud-ouest, jusqu'à l'embouchure du lac de la Tanière que le courant traverse sur 310 m ;
- 1,1 km vers le sud-ouest, jusqu'au pont routier qui relie les deux rives dans un détroit du lac Long (altitude : 427 m). Note : Le lac Long reçoit sur sa rive est la rivière Pierre ;
- 7,9 km vers le sud-ouest, en traversant le lac Long sur sa pleine longueur. Ce lac de 9,0 km de long constitue un élargissement de la rivière Mitchinamecus.

Parcours de la rivière en aval du lac Long (segment de 78,3 km)
À partir du barrage situé à l'embouchure au sud-ouest du lac long, la rivière Mitchinamecus coule sur :
- 11,5 m vers le sud-ouest, en traversant plusieurs lacs qui constituent un élargissement de la rivière, jusqu'à la décharge du lac Slow (altitude : 427 m) et Peabody (altitude : 432 m), venant du sud-est ;
- 1,0 km vers le sud-ouest jusqu'à la décharge des lacs Basset (altitude : 473 m), Flotte (altitude : 477 m) et Georges (altitude : 480 m), venant du nord ;
- 1,3 km vers le sud-ouest jusqu'à la décharge du lac Tournière (altitude : 445 m), venant du sud ;
- 1,6 km vers le sud-ouest jusqu'à la décharge du lac Mignarde (altitude : 402 m), venant du nord ;
- 7,5 km (ou 4,4 km en ligne directe) vers le sud-ouest, formant de nombreux serpentins, jusqu'à la décharge des lacs Armature, des Barils, Team, Jacynthe, René et Dan, venant du nord-ouest ;
- 9,6 km (4,8 km en ligne directe) vers le sud-ouest, en formant de nombreux serpentins, jusqu'à la décharge du lac Leluau, venant de l'est ;
- 7,9 km (3,8 km en ligne directe) vers l'ouest, en formant de nombreux serpentins, jusqu'à la rive nord-est de la baie nord du réservoir Mitchinamecus ;
- 2,5 km en traversant vers le sud-ouest la baie nord du réservoir Mitchinamecus, jusqu'au pont du Dépôt-Carrier ;
- 35,4 km vers le sud-ouest en traversant le réservoir Mitchinamecus, jusqu'au barrage Mitchinamecus.

Parcours de la rivière en aval du Réservoir Mitchinamecus (segment de 25,1 km)
À partir du barrage à l'embouchure au sud du réservoir Mitchinamecus, la rivière coule sur :
- 1,2 km vers l'est, jusqu'à la décharge du ruisseau Nottaway ;
- 3,9 km vers le sud, jusqu'à la décharge du lac de la Loutre ;
- 0,7 km vers le sud-est, jusqu'aux Chutes Rascas ;
- 9,5 km vers le sud, jusqu'au ruisseau Louise, venant de l'est ;
- 4,8 km vers le sud-est, jusqu'au ruisseau Cannor, venant de l'est ;
- 3,9 km vers le sud-ouest, jusqu'au ruisseau Matts ;
- 1,1 km vers le sud-ouest, jusqu'à l'embouchure de la rivière Mitchinamecus qui se déverse dans la rivière du Lièvre qui forme une grande boucle à cet endroit. Ce confluent est désigné Les Fourches.

À partir du réservoir Mitchinamecus, la rivière Mitchinamecus traverse plusieurs rapides et chutes, notamment : chute de la Dame Cassée, les rapides Carrier, la Chute Rascas (à partir de 200 m en aval du ruisseau Cerise) et les Rapides Long. Les segments inférieurs de la rivière Mitchinamecus sont navigués par les canoéistes en eau vive.

## Toponymie
Le terme Mitchinamecus se réfère à une zec, une rivière, un réservoir et un barrage.
Jadis, la rivière Mitchinamecus était aussi désignée :
- rivière à la Loutre et Macamekosi Sipi. Ce toponyme figure dans la documentation officielle en 1911. D'origine crie, ce toponyme signifie grosse truite, de misinamecus, formé de mis, gros, de grande dimension et namecus, truite.
- rivière Mashamengoose, parfois orthographiée Menjobabuse[2].

Le toponyme rivière Mitchinamecus a été officialisé le 12 septembre 1986 à la Banque des noms de lieux de la Commission de toponymie du Québec.